# Souda
Pour les articles homonymes, voir Souda (homonymie).
La Souda (du grec ancien : Σοῦδα / Soûda) ou Suidas (Σουίδας / Souídas) est une encyclopédie, rédigée en grec médiéval à la fin du Xe siècle. C'est un ouvrage de référence, en particulier pour les citations, très souvent utilisé dans les travaux portant sur l'Antiquité. Le nom de l'ouvrage, la date de sa rédaction, l'identité de son ou de ses auteurs ont posé de délicats problèmes aux chercheurs.

## Contenu
La Souda est un dictionnaire qui présente à la fois des définitions de mots rares en grec ancien et des formes grammaticales complexes. C'est aussi une encyclopédie commentant des personnes, des lieux ou des institutions. Les sources qu'elle utilise sont souvent bibliques ou antiques et elle ne fournit que peu de renseignements sur l'époque byzantine. Ignoré au Moyen Âge, l'ouvrage a été produit dans l'empire byzantin. Il a été publié pour la première fois en Europe en 1499, à Milan, sous le nom de Lexicon græcum.
Cet ouvrage considérable, d'un million et demi de mots, comprend 31 342 entrées portant sur des données historiques, biographiques et lexicographiques. Les entrées sont classées selon un système à la fois alphabétique et phonétique : les diphtongues sont classées après les voyelles simples. Ainsi αι / ai est classé après ε epsilon. Et ω oméga vient après ο omicron, ce qui ne correspond pas au classement alphabétique grec classique.
C'est une compilation de compilations, qui utilise des biographies, bibliographies et autres renseignements sur des écrivains païens et chrétiens, dont la plupart ont disparu : les scholies sur Aristophane, Sophocle et Thucydide ont beaucoup servi. Les notices biographiques proviennent souvent, de l'aveu de l'auteur, de l'Onomatologion ou du Pinax d'Hésychius de Milet (VIe siècle). Parmi les autres sources abondamment utilisées figurent les Excerpta de Constantin Porphyrogénète, la Chronique de Georges le Moine, les biographies de Diogène Laërce, les travaux d'Athénée et de Philostrate.

## Origines incertaines

### Auteur unique ou ouvrage collectif
Pour certains,,, Suidas — ou Souidas — est un compilateur de la fin du IXe siècle connu par le seul ouvrage de la Souda, qui aurait donc pratiquement le même nom que lui : Souda, Suidas, Suida, comme on dirait à l'heure actuelle le « Bayle », le « du Cange », le « Larousse » ou le « Littré ». Une note de préface erronée, conjecture érudite d'Eustathe de Thessalonique, a longtemps fait croire que la Souda était l'œuvre d'un auteur unique appelé Souidas. Ange Politien, érudit florentin de la fin du XVe siècle, considérait que ce nom n’était que supposé. À l'appui de l'opinion de Politien viennent les faits que personne ne s’avance pour dire dans quel pays Suidas a vécu, ni même à quelle époque, et que plusieurs styles se côtoient dans l'ouvrage.
Si toutefois Souidas a bien existé, on considère qu’il est un lexicographe grec de la fin du IXe siècle. Cet érudit aurait rédigé une première mouture qui aurait été modifiée et augmentée par les copistes successifs.
Pour d'autres, il s'agit d'une compilation effectuée par un collectif de savants, corrigée et augmentée par les copistes qui se sont succédé jusqu'à sa première impression.

### Dates
Lors de sa redécouverte dans l'Italie de la Renaissance, on a évoqué des dates allant du règne d’Auguste jusqu'au XIVe siècle. L'incertitude sur la date de sa composition durait encore au XIXe siècle : « on croit qu’il florissait sous le règne de l’empereur byzantin, Alexis Ier Comnène ».
L'ouvrage est maintenant daté de la fin du Xe siècle. La date approximative de composition de l'ouvrage peut se déduire de son contenu : sous l'article « Adam », l'auteur du lexique donne une brève chronologie de l'histoire mondiale qui s'achève avec la mort de l'empereur Jean Ier Tzimiskès (976), tandis que dans l'article « Constantinople » sont mentionnés ses successeurs Basile II et Constantin VIII : la question est de savoir s'il ne s'agit pas d'une interpolation plus tardive que le texte original.
Avant sa redécouverte officielle à la Renaissance, l'ouvrage avait toutefois circulé dans l'Angleterre médiévale car Robert Grossetête (1175-1253) en a traduit des passages substantiels dans un carnet de notes pour son usage personnel.

### Origine du nom
Plusieurs étymologies sont envisagées pour ce nom de Suidas ou de Souda. En 1998, Bertrand Hemmerdinger considère que Suidas est le nom du créateur ou du directeur de rédaction du groupe de compilateurs du lexique.
Une autre interprétation explique le titre comme un acronyme constitué à partir des lettres de Sunagogè onomastikès ulès di alphabeton ou bien diaphorôn andrôn, « rassemblement du matériel onomastique selon l’alphabet », ou « selon différents hommes », ce qui pourrait encore signifier « lexique alphabétique ou lexique biographique » ou avec diaphorôn andrôn : « classement selon différents historiens ou différents auteurs ».
Enfin, on a évoqué aussi, en grec byzantin, « forteresse », « douve », et en latin guida ou summa (« somme ») et sudarium (« suaire ») via le grec tardif soudarion.

### Critique et commentaires

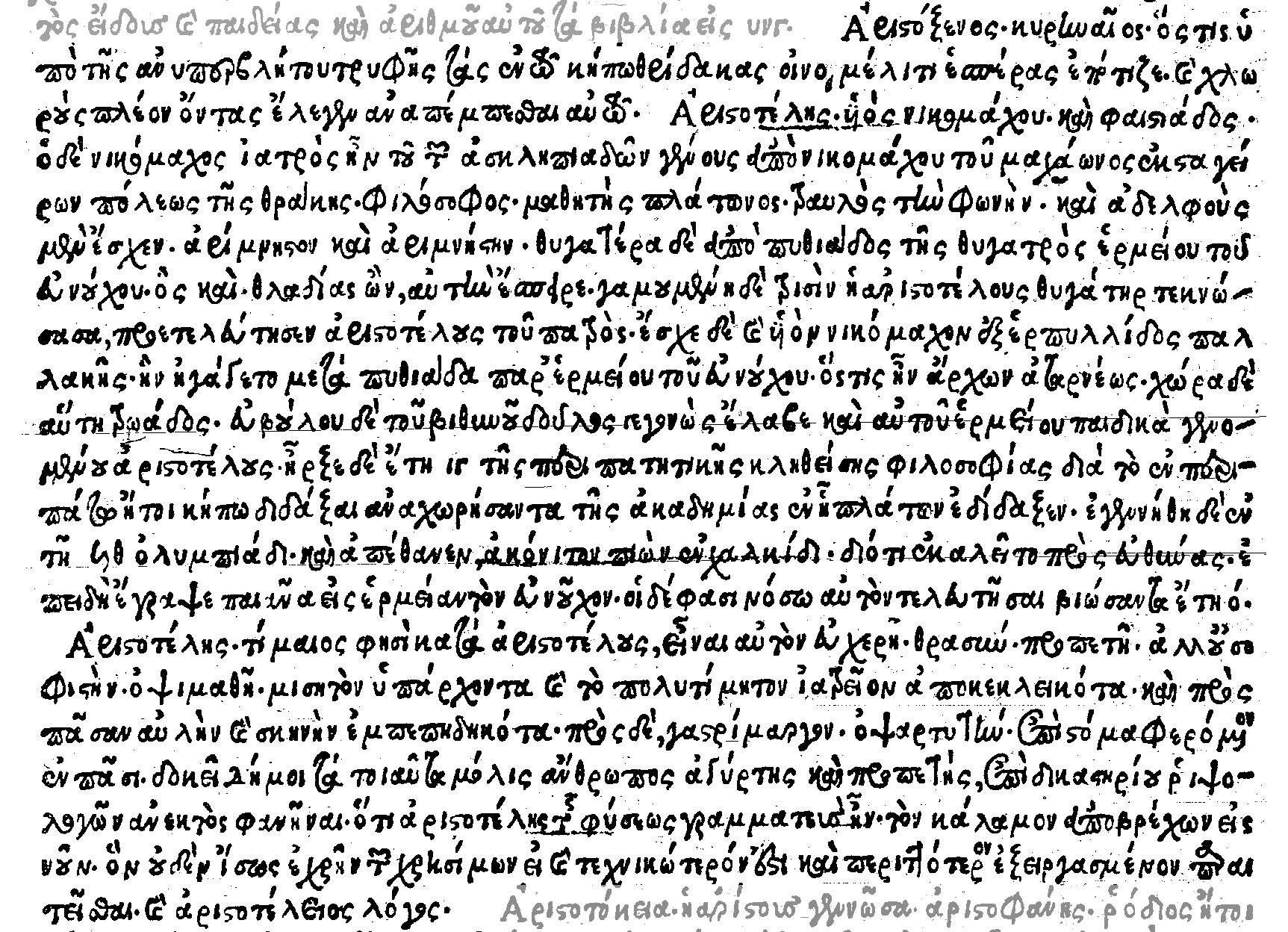
Article sur Aristote, dans une édition de la fin du XVe siècle
« Fils de Nikomachos et Phaistia. Nikomachos était médecin dans la tradition des Asclépiades, de Nikomachos le fils de Machaon. [1] [Aristote est venu] de Stageira, une ville de Thrace; [2] il était philosophe, un disciple de Platon, avec un bégaiement. Il avait des frères et sœurs : Arimnestos et Arimneste, et une fille par Pythias, la fille de Hermeias l'eunuque qui l'a engendrée en dépit de sa castration. [3] La fille d'Aristote s'est mariée trois fois et après que celle qui lui avait donné naissance soit morte avant son père Aristote. Il avait aussi un fils Nikomachos, de Herpyllis la concubine qu'il a prise après Pythias, fille de Hermeias l'eunuque qui était souverain d'Atarneos. Cet endroit [est localisé] dans la Troade, et étant devenu esclave d'Euboulos le Bithynien, Hermeias l'a reçu [de lui]. [4] Et Hermeias lui-même est devenu l'amant d'Aristote. [5] Il a présidé pour 13 années [6] à la philosophie qui a été appelée péripatéticienne ; on lui a donné ce nom parce qu'il enseignait sur une promenade [peripatos] ou dans un jardin, après qu'il a abandonné l'Académie dans laquelle Platon avait enseigné. Il est né dans la 99e Olympiade [7] et serait mort en buvant la cigüe à Chalkis [Mythe], ayant été condamné à recevoir cette punition, parce qu'il avait écrit un péan à Hermeias l'eunuque ; [8] mais quelques-uns disent qu'il est mort de maladie lorsqu'il avait 70 ans. Timée [1] dit contre Aristote qu'il était arrogant, imprudent et têtu… [mais non pas] [2] un sophiste pédant et détestable qui aurait gardé son trésor sous clef ; en dehors de cela, il ne manquait pas une occasion d'avoir sa cour, et à chaque fois, il se montrait glouton et épicurien, pensant à sa bouche avant toute chose. Je pense qu'un tel langage ne pourrait pas être toléré tant cela apparaît comme sorti des lèvres de quelque fripon sans scrupules qui fait d'aléatoires accusations devant une cour de justice. [3] [Note] cet Aristote s'est employé par nature à tremper son stylo dans l'intellect ; qu'il s'agisse de quelque réflexion peu nécessaire ou de questions plus techniques, il s'y est avéré comme un être exceptionnel. [4] Et « parole aristotélicienne ». ».

Cette compilation de compilations se présente de manière peu ordonnée : un dictionnaire de mots s’intrique avec un dictionnaire de choses ; des articles sur l’interprétation des mots alternent avec des articles sur la vie de personnages illustres ; un article sur Aristote est suivi par un article contre Aristote, comme s’il s’agissait d’un personnage différent. Elle présente néanmoins un intérêt au fil des notations biographiques ou des citations.
Bien que les faits qu’elle relate ne soient pas toujours exacts, les ouvrages sur l’Antiquité grecque citent très souvent cette source. L'ouvrage était très populaire et, pour cette raison, de nombreux manuscrits ou extraits en ont été conservés. Des auteurs plus tardifs comme Eustathe de Thessalonique, Jean Zonaras, Constantin Lascaris ou encore Maxime le Grec en ont largement fait usage.
Si l’auteur s’est contenté de recopier la compilation d’érudits de son époque, il l'a fait en faisant taire toute critique et tout jugement personnel. Si les copistes successifs ont ajouté erreur sur erreur en dupliquant cette œuvre manuscrite, cette compilation renferme un très grand nombre de faits, de détails et de citations d’auteurs qui ne se trouvent nulle part ailleurs et qui auraient été perdus à jamais sans cette compilation. Érasme cite et commente la Souda dans ses Adages (1508-1536).
Après Ludolf Küster, de nombreux érudits se sont appliqués à rétablir ou expliquer des passages de la Soudas. Jakob Gronovius, célèbre érudit, excessif et querelleur, a beaucoup disputé de cet ouvrage avec Küster.
Plusieurs hellénistes ont extrait et commenté différents passages : Étienne Bergler, Lambert Bos, Théodore Hase, professeur de théologie à Brême ; dans le Michaud, on cite aussi Louis Valkenaer.
Le Recueil de l'ancienne Académie des inscriptions et belles-lettres a recueilli des corrections de la Souda effectuées par l’abbé Sellier et le baron de Sainte-Croix.
J.L. Schultze a publié : Specimen observationum miscellanearum in Suidam, cum prolusione critica de glossarii a Suida denominati indole et pretio, Halle, 1761, in-4°.
Les Corrections de John Toup sur la Suidas (Emendationes in Suidam), Londres, 1760, 1764, 1775, 3 vol. in-8°, le firent connaître avantageusement des savants.
Chardon de la Rochette, après avoir donné dans le Magasin encyclopédique (1812) des éclaircissements sur quelques articles de Suidas, les a réunis dans ses Mélanges de critique, t. 1, p. 92.
Jean Chrétien Gottlieb Ernesti a tiré des lexiques de la Suidas et de Favorinus tous les passages relatifs aux cultes anciens, et les a publiés avec des notes, sous le titre de Glossae sacrae.
On conserve, à la bibliothèque publique de Leyde, un Lexique étymologique attribué par Gronove à Suidas, lequel a successivement appartenu à Henri Estienne, Goldast et Vessies.

## Éditions
1. La première édition de Suidas est due à Démétrius Chalcondyle ; parue à Milan, 1499, in-fol., elle est basée sur un manuscrit peu complet[1].
2. L’édition aldine, Venise, 1516, présente parfois des différences assez sensibles ; elle a été créée d’après un autre manuscrit ; elle a été reproduite à Bâle, en 1544, in-folio.
3. L’in-folio publié en 1619, Coloniae Allobrogum (en réalité à Genève), et dont le titre a été rafraîchi en 1630, est peu cité. Il comporte la version grecque et une traduction latine d'Aemilius Portus. Le volume est disponible en ligne dans l'édition de 1630 « Apud Heredes Petri de la Roviere »
4. L’édition de Cambridge, 1705, 3 vol. in-fol., avec d’amples commentaires, publiée par Ludolf Küster ; la traduction d’Émile Portas (Aemilius Portus), jointe au volume de 1619, a été corrigée en beaucoup d’endroits ; le texte grec a été revu sur divers manuscrits. On a reproché à l’éditeur des corrections quelque peu téméraires. Cette édition est précédée d’une dissertation sur Suidas que Jean Albert Fabricius a recueillie dans la Bibliotheca graeca, t. 9, p. 621, et il a fait suivre cette dissertation de trois index : 
  1. des auteurs qu’a dû consulter Suidas ;
  2. des écrivains sur lesquels il offre des renseignements ;
  3. de tous les personnages qui y sont cités.
5. L’édition d’Oxford, 1834, de Thomas Gaisford, 3 vol. in-fol. : le texte, revu avec soin et accompagné de notes savantes, a obtenu l’approbation des érudits ; la beauté de l’impression répond à ce que produisent habituellement les presses d’Oxford ; le troisième volume est entièrement consacré à l’index.
6. L’édition allemande de Gottfried Bernhardi, qui entreprit de faire reparaître à Halle le travail de Gaisford, avec quelques additions dans le commentaire. Commencée en 1834, cette édition, qui forme quatre tomes in-4°, n’a été achevée qu’en 1853.
7. Emmanuel Bekker, connu pour le nombre de textes grecs qu'il a publiés, s’est aussi occupé de Suidas, et l’a fait paraître à Berlin, en 1854, grand in-8°. Le texte est revu avec soin sur divers manuscrits ; il n’y a pas de traduction.
8. La version latine de Jérôme Wolf a été imprimée à Bâle, en 1564 et en 1581.
9. Édition Suidae Lexicon[21], Teubner, 5 volumes, 1928-1938.
10. La Souda numérique. Une édition numérique en anglais, Suda on line : Byzantine Lexicography[22] a été établie d’après l’édition de la savante danoise Ada Adler (entre 1928 et 1938, à Leipzig) dans laquelle chaque mot, classé suivant l’ordre dit d’Adler, est retranscrit avec des annotations éventuelles, commenté, et traduit en anglais selon une formule très proche de celle de Wikipédia.
Elle offre une indexation sur des tableaux tridimensionnels, à l’aide de logiciels, et permet de classer les entrées en fonction du sujet abordé. Elle offre trente-trois choix :

| architecture       | athlétisme      | biographie              |
| botanique          | chronologie     | comédie                 |
| définitions        | dialectes       | droit                   |
| épopée             | étiologie       | femmes                  |
| genre et sexualité | géographie      | grammaire et étymologie |
| habillement        | histoire        | histoire de l’art       |
| historiographie    | médecine        | mesures et musique      |
| mythologie         | nourriture      | opérations militaires   |
| philosophie        | poésie          | proverbes               |
| religion           | rhétorique      | science et technologie  |
| tragédie           | vie quotidienne | zoologie                |

#### Dans Wikisource
- Lexicon graecum, lexique de la Suidas en grec ancien 1499-1938
- Biographie universelle ancienne et moderne (pour une grande partie de la bibliographie)
- Dictionnaire historique de Feller - Édition de 1818
- Grand dictionnaire universel du XIXe siècle

#### Ailleurs
- (en) Suda on line: Byzantine Lexicography

- VIAF
- BnF (données)
- IdRef
- LCCN
- GND
- Israël
- NUKAT
- Vatican
- Norvège
- Grèce